# 南山街道 (重庆市)
南山街道，是中华人民共和国重庆市南岸区下辖的一个乡镇级行政单位。2019年8月获评“中国南山杜鹃盆景之乡”称号。

## 行政区划
南山街道下辖以下地区：
正街社区、崇文路社区、南山路社区、真武山社区、文峰新街社区、南山社区、联合村、新力村、龙井村、泉山村、金竹村、双龙村、石牛村、放牛村和大坪村。